# کوکی واشینگتن
کوکی واشینگتن (انگلیسی: Coquese Washington؛ زادهٔ ۱۷ ژانویهٔ ۱۹۷۱) بازیکن بسکتبال اهل ایالات متحده آمریکا است.
وی در مسابقات کشوری و بین‌المللی در مجموع برندهٔ ۱ مدال طلا شده‌است.